# Мост Дубль
Мост Дубль, или Мост Двойного Денье (фр. Pont au Double), — пешеходный мост через реку Сена, расположенный на границе IV и V округов Парижа. Соединяет левый берег реки и остров Сите. Его длина составляет 45 метров, ширина — 20 метров.
Поблизости от моста находятся станции метрополитена: «Сите», «Клюни — Сорбонна», «Мобер — Мютюалите» и «Сен-Мишель».

## История
Первый мост на этом месте был сооружён в 1634 году. В то время на левом берегу острова Сите находилась больница для бедняков «Отель-Дьё». По мере её расширения новые корпуса выстроили на другом берегу Сены. Переправа соединила коротким путём две части больницы. Первоначально палаты стояли и на самом мосту: для пешеходов и повозок оставили свободной около трети ширины моста. Поскольку мост был удобен для многих горожан, клиника ввела плату за проход — 2 денье. Это дало название мосту.
Мост рухнул в 1709 году и был восстановлен вместе с палатами восемь лет спустя. Позже мост ещё несколько раз перестраивали — в 1737 и в 1748 годах.
Во время реконструкции Парижа бароном Османом все старые здания больницы были снесены — вместо них построили новый больничный комплекс. Нынешняя переправа сооружена в 1881—1883 годах из чугуна.

## Расположение
| Расположение моста на Сене  | Расположение моста на Сене | Расположение моста на Сене         |
| --------------------------- | -------------------------- | ---------------------------------- |
| Вниз по течению: Малый мост |                            | Вверх по течению: Мост Архиепархии |

## Галерея

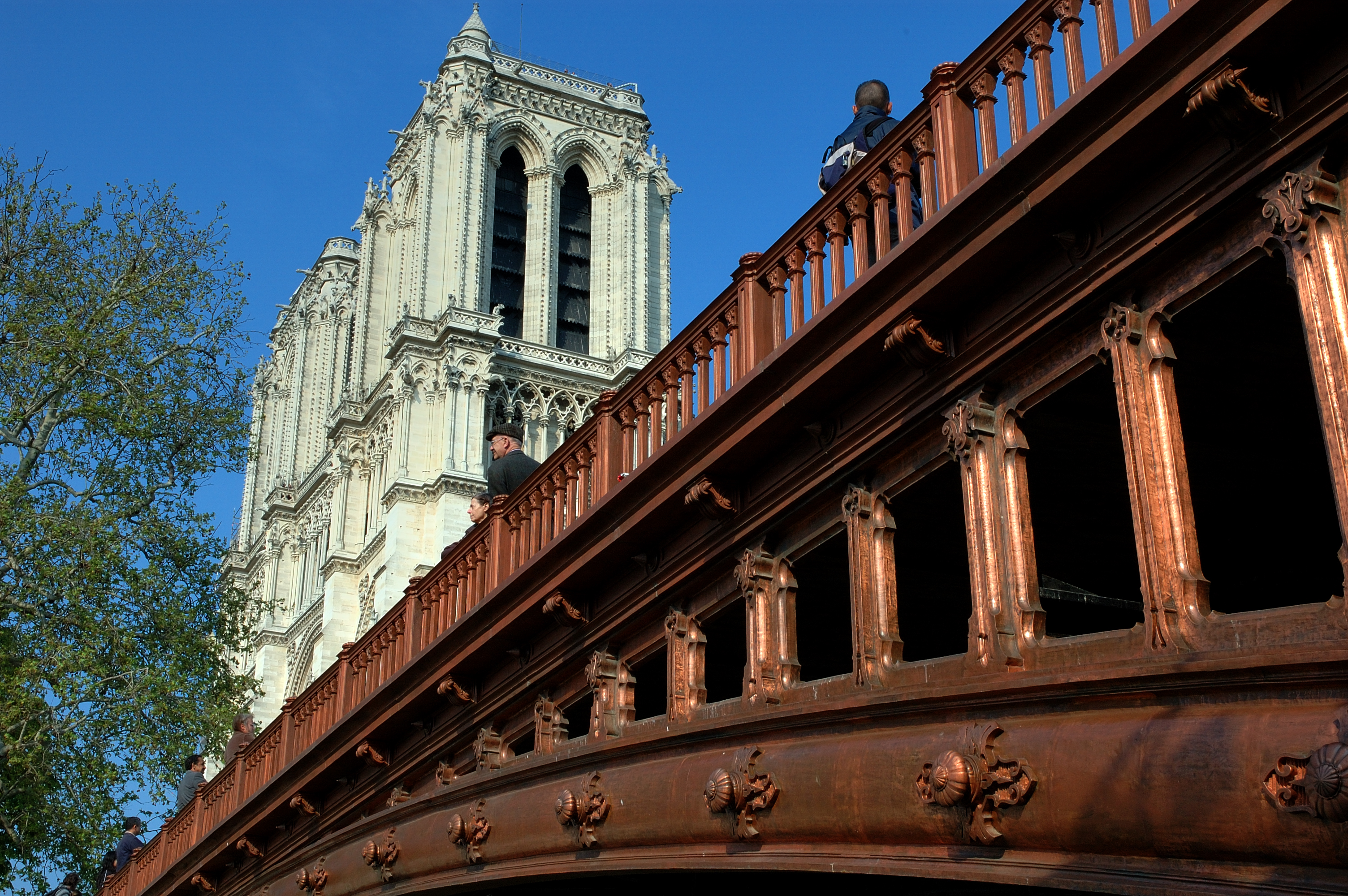
Нотр-Дам и мост.
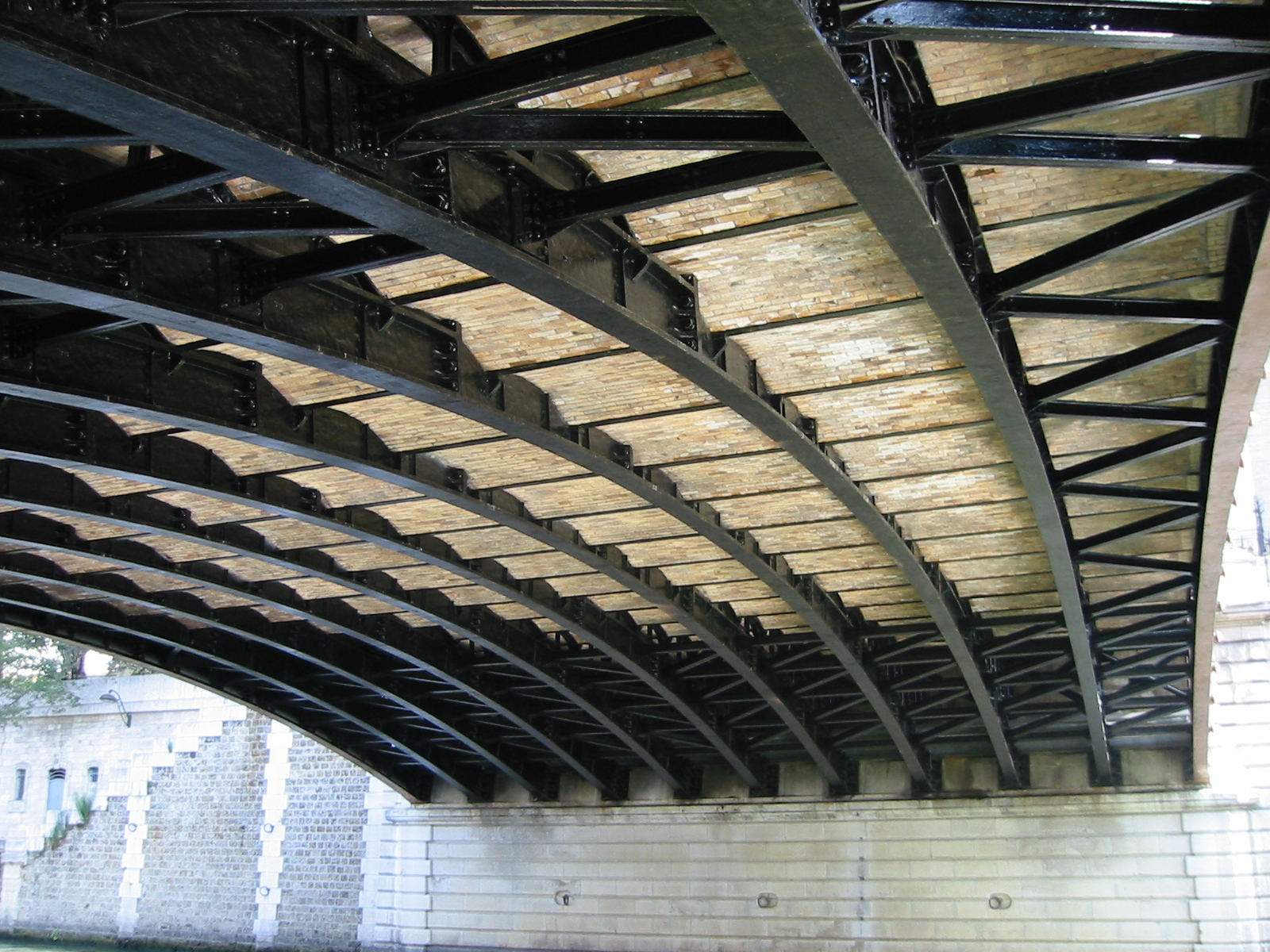
Вид снизу
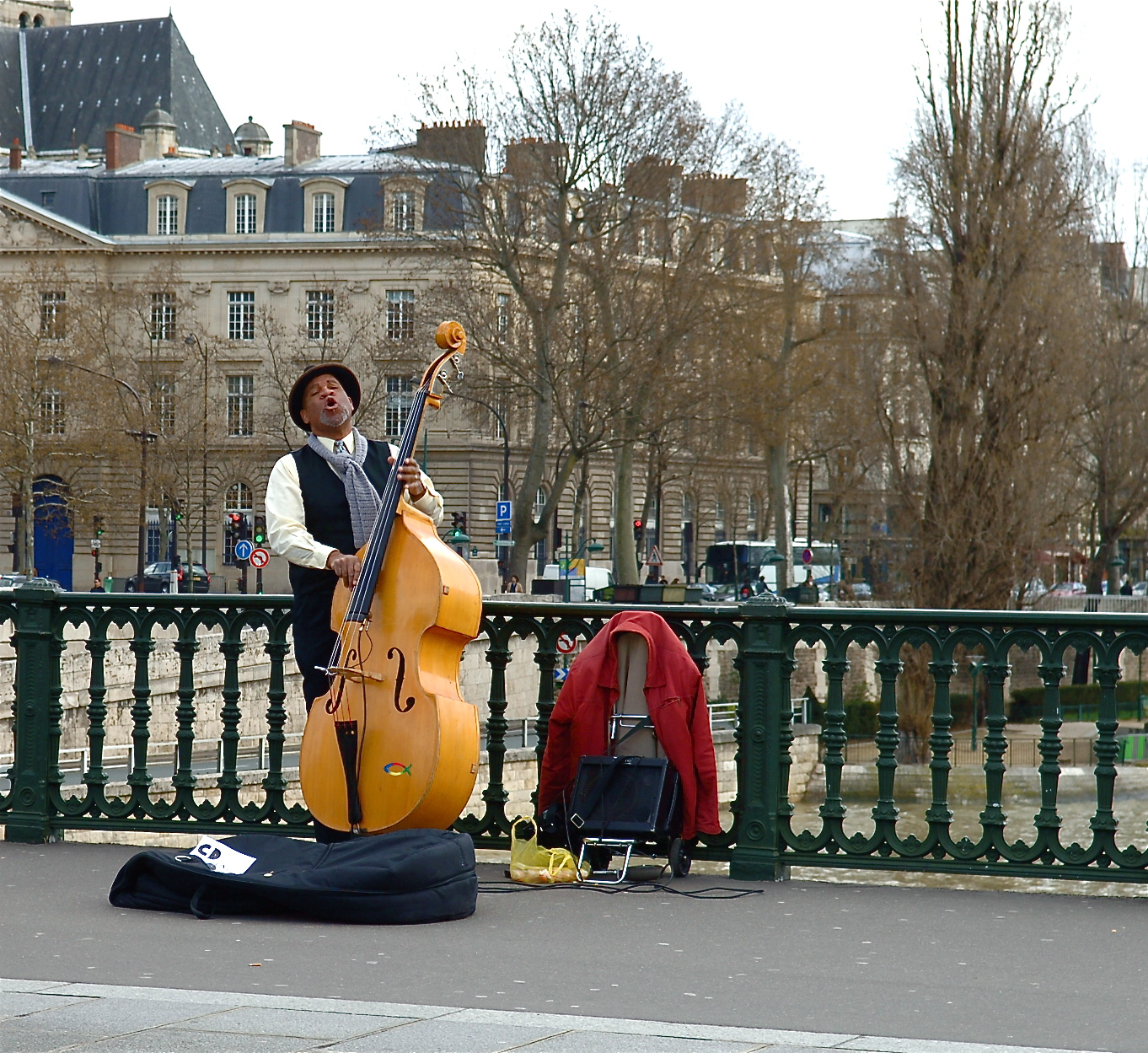
Уличный музыкант на мосту
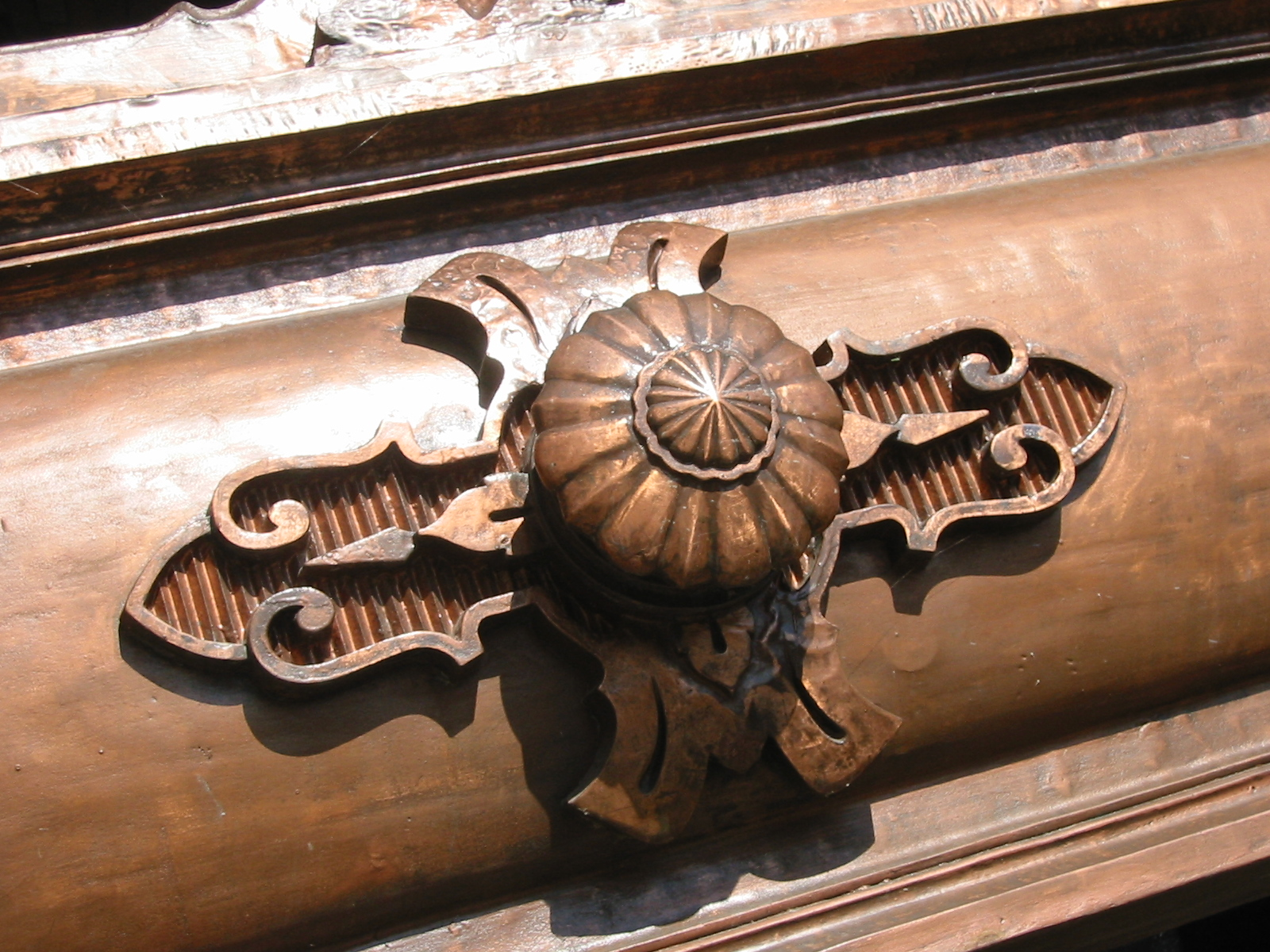
Фрагмент орнамента